# Túnel de Turumo
El Túnel de Turumo (también conocido alternativamente como Túneles de Turumo) es el nombre que recibe un túnel localizado en el kilómetro 7 de la Autopista Gran Mariscal de Ayacucho, en la parroquia Caucagüita, municipio Sucre al este del Distrito Metropolitano de Caracas, y en jurisdicción del Estado Miranda, al centro norte de Venezuela.

## Descripción
Se trata de un túnel de unos 0,64 kilómetros (equivalentes a unos 600 metros) cerca del sector o barrio Brisas de Turumos y el sector Los Bloques Grandes. En enero de 2014 se produjo un accidente de consideración que obligó a cerrarlo temporalmente hasta que fue reparado en su totalidad. En agosto de 2015 se iniciaron obras de ampliación de la Autopista Antonio José de Sucre (o Gran Mariscal de Ayacucho) desde el inicio de esta estructura hasta el distribuidor Metropolitano (o Distribuidor Boyacá). A pocos minutos se encuentran el Monumento al Turpial y el Terminal de Oriente, además del Barrio Miranda y el Parque Caiza.
Sus arcos de entrada y salida forman un ángulo de 60° respecto al nivel de la autopista. Dichos arcos se encuentran enclavados en un muro de contención contra derrumbes. Tiene una diferencia de 5 metros en ambos tramos a diferencia de los demás túneles del país los cuales son perfectamente paralelos. Su iluminación interna es por medio de lámparas de sodio, lo cual le confiere una tonalidad luminosa de color amarillo naranja.